# Efeito fundador

Diagrama demonstrando o efeito fundador. A população original está à esquerda com três possíveis populações derivadas à direita. O efeito fundador reflete-se na proporção de indivíduos azuis e vermelho das diferentes populações.

Em genética populacional, o efeito fundador ou efeito do fundador é a perda de variação genética que ocorre quando uma nova população é estabelecida por um número muito pequeno de indivíduos de uma população maior. Foi totalmente delineado pela primeira vez por Ernst Mayr em 1942, usando o trabalho teórico existente por aqueles como Sewall Wright. O efeito foi definido por Mayr como "o estabelecimento de uma nova população por uns poucos fundadores originais (em um caso extremo, por apenas uma única fêmea fertilizada), que contém somente uma pequena fração da variação genética total da população parental." Como resultado da perda de variação genética, a nova população pode ser distintamente diferente, tanto genotipicamente e fenotipicamente, da população parental da qual é derivada. Em casos extremos, acredita-se que o efeito fundador leve à especiação e subsequente evolução de novas espécies. O efeito do fundador é resultado direto do erro de amostragem.
O efeito fundador ocorre quando um pequeno grupo de migrantes que não é geneticamente representativo da população de onde vieram se estabelece em uma nova área. O efeito fundador ocorre devido à deriva genética como resultado direto do erro de amostragem na amostragem de fundadores da população original. Além dos efeitos fundadores, a nova população costuma ser muito pequena, portanto, apresenta maior sensibilidade a deriva genética, um aumento na endogamia e relativamente baixa variação genética.

## Mutação fundadora
Em genética, uma mutação fundadora é uma mutação que surge no DNA de um ou mais individuais que pertencem aos fundadores de uma população. As mutações do fundador começam com mudanças que ocorrem no DNA e podem ser transmitidas a outras gerações. Qualquer organismo cuja progênie carregue sua mutação tem o potencial de expressar o efeito fundador, como uma cabra ou um ser humano.
Mutações fundadoras se originam em longos trechos de DNA em um único cromossomo; na verdade, o haplótipo original é o cromossomo inteiro. Conforme as gerações progridem, a proporção do haplótipo que é comum a todos os portadores da mutação é encurtada (devido a recombinação genética). Este encurtamento permite aos cientistas estimar aproximadamente a idade da mutação.

## Geral
O efeito do fundador é um caso especial de deriva genética, que ocorre um pequeno grupo de uma população que se mudou, ou foi mudado, para um novo local, se separando da população original e formando uma nova população. Por mero acaso, é provável que as frequências alélicas da nova população sejam diferentes das da população de origem - isso é chamado de efeito do fundador. A nova colônia pode ter menos variação genética do que a população original e, por meio da amostragem aleatória de alelos durante a reprodução das gerações subsequentes, continua rapidamente em direção à fixação alélica. Esta consequência da endogamia torna a colônia mais vulnerável à extinção.
A variação na frequência genotípica entre a população original e a colônia também pode fazer com que os dois grupos divirjam significativamente ao longo de muitas gerações. À medida que a variância, ou distância genética, aumenta, as duas populações separadas podem se tornar distintamente diferentes, tanto geneticamente quanto fenotipicamente, embora não apenas a deriva genética, mas também a seleção natural, o fluxo gênico e a mutação contribuam para essa divergência. Esse potencial para mudanças relativamente rápidas na frequência genotípica da colônia levou a maioria dos cientistas a considerar o efeito fundador (e, por extensão, a deriva genética) uma força motriz significativa na evolução de novas espécies. Sewall Wright foi o primeiro a atribuir esse significado à deriva aleatória e às populações pequenas e isoladas recentemente com sua teoria do balanço alternado (shifting balance theory) da especiação.

## Efeito fundador em série
Efeitos fundadores em série ocorrem quando populações migram através de longas distâncias, tipicamente envolvendo movimentos relativamente rápidos intercalados por estabelecimentos. Em cada movimento, as populações carregam apenas um subconjunto da diversidade genética carregada por migrações anteriores. Como resultado, a diferenciação genética tende a aumentar com a distância geográfica como descrito pelo modelo de "isolamento por distância". A migração de humanos para fora da África é caracterizada por efeitos fundadores em série. A África tem o mais alto grau de diversidade genética de qualquer continente, o que é consistente com a origem africana dos humanos modernos.

## Na ecologia insular
Populações fundadoras são essenciais para o estudo da biogeografia insular e da ecologia insular. Uma "lousa em branco" natural não é facilmente encontrada, mas uma série clássica de estudos sobre os efeitos da população fundadora foi feita após a catastrófica erupção de Krakatoa em 1883, que acabou com toda a vida na ilha. Outro estudo contínuo tem seguido a biocolonização de Surtsey, Islândia, uma nova ilha vulcânica que entrou em erupção no mar entre 1963 e 1967.
No entanto, nem todos os estudos de efeito fundador são iniciados após um desastre natural; alguns cientistas estudam o restabelecimento de uma espécie que se tornou extinta localmente ou não existia antes. Um estudo está em andamento desde 1958 estudando a interação lobo/alce na Ilha Royale, no Lago Superior, depois que esses animais migraram naturalmente para lá, talvez no gelo do inverno. Hajji e outros, e Hundertmark & Van Daele, estudaram o status atual da população dos efeitos fundadores do passado no veado-vermelho da Córsega e no alce do Alasca, respectivamente. O veado-vermelho da Córsega ainda está listado como espécie em extinção, décadas após um severo efeito de gargalo. Eles habitam as ilhas do Tirreno e os continentes circundantes atualmente, e antes do gargalo, mas Hajji e outros queriam saber como o veado originalmente chegou às ilhas e de que população ou espécie parental eles eram derivados. Por meio de análises moleculares, eles foram capazes de determinar uma possível linhagem, sendo o veado-vermelho das ilhas da Córsega e da Sardenha os mais aparentados. Estes resultados são promissores, uma vez que a ilha da Córsega foi repovoada com veados vermelhos da ilha da Sardenha após a extinção da população original de veados-vermelhos da Córsega, e os veados que agora habitam a ilha da Córsega divergem daqueles que habitam a Sardenha.
Kolbe e outros criaram um par de lagartos sequenciados geneticamente e examinados morfologicamente em sete pequenas ilhas para observar o crescimento de cada nova população e a adaptação ao seu novo ambiente. Especificamente, eles estavam observando os efeitos sobre o comprimento do membro e a largura do poleiro, ambos variando amplamente as faixas fenotípicas na população parental. Infelizmente, a imigração ocorreu, mas o efeito fundador e a diferenciação adaptativa, que poderia eventualmente levar à especiação peripátrica, foram estatisticamente e biologicamente significativos entre as populações da ilha depois de alguns anos. Os autores também apontam que, embora a diferenciação adaptativa seja significativa, as diferenças entre as populações das ilhas refletem melhor as diferenças entre os fundadores e sua diversidade genética, que foi transmitida de geração a geração.
Os efeitos do fundador podem afetar características complexas, como a diversidade da música. No mainá-indiano (Acridotheres tristis), a porcentagem de canções únicas dentro de um repertório e complexidade dentro da canção foram significativamente mais baixas nas aves das populações fundadoras.

## Exemplos

### Populações de pássaros olhos-de-prata nas ilhas Australianas

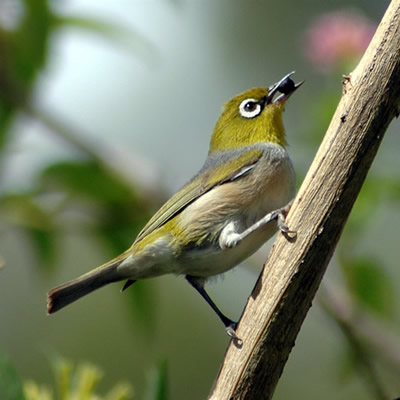
Zosterops lateralis

Os olhos-de-prata (Zosterops lateralis) são pássaros canoros da Austrália e da Tasmânia. Foi documentada a migração desses animais para outras ilhas com a ocupação de novos habitats. Em 1830, alguns pássaros que estavam na Tasmânia foram para a ilha Sul da Nova Zelândia. Em 1856, algumas das aves que estavam nessa última ilha migraram para a ilha Chatham e para a ilha Palmerson North. Em 1865, houve migração de aves de Palmerson North para a ilha Auckland e em 1904 houve a migração de Zosterops lateralis para a ilha Norfolk. Por meio de coletas de DNA, pesquisadores conseguiram verificar que a ocupação das novas ilhas pelos olhos-de-prata ocorria sempre a partir de alguns poucos indivíduos. Estima-se que seja algo em torno de 20 a 200 migrantes, caracterizando o efeito fundador na evolução de novas populações dessa espécie de aves.

### Entre populações humanas
Os efeitos de fundador são com frequência observados em populações humanas geneticamente isoladas. Por exemplo, a ilha de Pingelap sofreu um gargalo populacional em 1775 após um tufão que reduziu a população para apenas 20 pessoas. Dentre os sobreviventes havia uma mulher heterozigota, portadora de um alelo para a acromatopsia, uma doença recessiva e é caracterizada pela falta de visão das cores pelos portadores, devido à não produção de uma proteína essencial para o funcionamento das células fotorreceptoras da retina, e também a alta sensibilidade à luz e também baixa acuidade visual.  Entre os 3.000 habitantes atuais de Pingelap, 1 em cada 20 tem acromatopsia, enquanto que, na maioria das populações, a frequência é de 1 em cada 20.000 pessoas.
Os efeitos fundadores também podem surgir do isolamento cultural e, inevitavelmente, da endogamia. Por exemplo, as populações Amish nos Estados Unidos exibem efeitos fundadores porque cresceram a partir de poucos fundadores, não recrutaram recém-chegados e tendem a se casar dentro da comunidade. Embora ainda raros, fenômenos como polidactilia (dedos das mãos e pés extras, um sintoma de uma condição como Disostose acrodental de Weyers ou síndrome de Ellis-van Creveld) são mais comuns nas comunidades Amish do que na população americana em geral. Outro exemplo é o da doença da urina em xarope de ácer, que afeta cerca de um em cada 180.000 bebês na população em geral, tem uma prevalência muito maior em crianças de ascendência amish, menonita e judia, devido em parte ao efeito fundador.
Por volta de 1814, um pequeno grupo de colonos britânicos fundou um assentamento em Tristão da Cunha, um grupo de pequenas ilhas no Oceano Atlântico, a meio caminho entre a África e a América do Sul. Um dos primeiros colonos aparentemente carregava um alelo recessivo raro para retinite pigmentosa, uma forma progressiva de cegueira que atinge os indivíduos homozigotos. Em 1961, a maioria dos genes no pool genético de Tristan ainda era derivada de 15 ancestrais originais; como consequência da endogamia, de 232 pessoas testadas em 1961, quatro sofriam de retinite pigmentosa. Isso representa uma prevalência de 1 em 58, em comparação com uma prevalência mundial de cerca de 1 em 4.000.
A taxa anormalmente elevada de nascimentos de gêmeos em Cândido Godói, no Rio Grande do Sul pode ser explicada pelo efeito fundador.